# Trichomycterus taenia
Trichomycterus taenia är en fiskart som beskrevs av Kner, 1863. Trichomycterus taenia ingår i släktet Trichomycterus och familjen Trichomycteridae. Inga underarter finns listade i Catalogue of Life.